# Yvonne Musik
Yvonne Musik (* 21. Dezember 1985 in Hamburg) ist eine ehemalige deutsche Turnerin. Sie ist mehrfache Deutsche Meisterin und nahm für Deutschland 2004 an den Olympischen Sommerspielen teil.

## Karriere
Yvonne Musik, die von Willfried Lahrs entdeckt wurde, trat erstmals bei der Turn-Weltmeisterschaften 2003 in der US-amerikanischen Stadt Anaheim international in Erscheinung. Mit der Mannschaft belegte sie in der Qualifikation den 13. Platz, womit sie das Finale im Mannschaftswettbewerb verpassten. Zudem nahm sie an den Turn-Europameisterschaften 2004 in Amsterdam teil. Während sie im Einzelmehrkampf den 19. Platz belegte, konnte sie im Sprung-Wettbewerb den achten Platz belegen.
Sie qualifizierte sich im Alter von 18 Jahren für die Olympischen Sommerspiele 2004 in Athen und wurde vom DOSB nominiert. Bei der Qualifikation verpasste sie in allen möglichen Wettbewerben den Sprung in das Finale. Mit dem 45. Platz in der Qualifikation belegte sie beim Einzelmehrkampf ihr bestes olympisches Ergebnis. Ein Jahr nach den Olympischen Spielen gab die deutsche Bundestrainerin Ulla Koch bekannt, dass sowohl Yvonne Musik als auch Birgit Schweigert ihre internationale Turnkarriere beenden.